# Grič (Zsumberk)
 Grič  falu Horvátországban Zágráb megyében. Közigazgatásilag Zsumberkhez tartozik.

## Fekvése
Zágrábtól 42 km-re délnyugatra községközpontjától Kostanjevactól 8 km-re északnyugatra a Zsumberki-hegység déli lejtőin fekszik. A község legmagasabban fekvő települése.

## Története
Az 1830-as urbárium szerint 5 háza és 61 lakosa volt. Többségben görögkatolikusok, a  mrzo poljei plébániához tartoznak. 
1857-ben 44, 1910-ben 59 lakosa volt. Trianon előtt Zágráb vármegye Jaskai járásához tartozott. 2011-ben 14 lakosa volt.

## Lakosság
| Lakosság változása | Lakosság változása | Lakosság változása | Lakosság változása | Lakosság változása | Lakosság változása | Lakosság változása | Lakosság változása | Lakosság változása | Lakosság változása | Lakosság változása | Lakosság változása | Lakosság változása | Lakosság változása | Lakosság változása | Lakosság változása |
| ------------------ | ------------------ | ------------------ | ------------------ | ------------------ | ------------------ | ------------------ | ------------------ | ------------------ | ------------------ | ------------------ | ------------------ | ------------------ | ------------------ | ------------------ | ------------------ |
| 1857               | 1869               | 1880               | 1890               | 1900               | 1910               | 1921               | 1931               | 1948               | 1953               | 1961               | 1971               | 1981               | 1991               | 2001               | 2011               |
| 44                 | 60                 | 59                 | 67                 | 66                 | 59                 | 67                 | 67                 | 73                 | 69                 | 56                 | 55                 | 54                 | 38                 | 19                 | 14                 |

## Külső hivatkozások
- Žumberak község hivatalos oldala
- A Zsumberki közösség honlapja